# Alma (sanger)
 For alternative betydninger, se Alma. (Se også artikler, som begynder med Alma)
Alma-Sofia Miettinen (Født 17. januar 1996), bedst kendt under kunstnernavnet Alma, er en finsk sanger og sangskriver. Hun fik starten på sin karriere i 2013, hvor hun endte som nummer fem i den syvende sæson af den finske version af Idol . Hendes gennembrud kom i 2015, da hun blev featured på singlen "Muuta ku mä" af rapperen Sini Sabotage. Efterfølgende skrev hun kontrakt med Universal Music Group .
Det følgende år udgav hun singlerne "Karma" og "Dye My Hair", som begge blev top ti hits i Finland. Hendes single " Chasing Highs " fra 2017 gentog successen og nåede top tyve i Tyskland og Storbritannien. Hendes mixtape Heavy Rules Mixtape blev udgivet i 2018 og nåede top ti i Finland. Professionelt har hun ofte samarbejdet med den engelske sangerinde Charli XCX, den svenske sangerinde Tove Lo og den engelske DJ Digital Farm Animals, der producerede de fleste numre på hendes debutalbum. Senest har hun samarbejdet med den amerikanske sanger Miley Cyrus .

## Karriere

### 2013:Idols
I 2013, i en alder af 17, gik Alma til audition på den syvende sæson af den finske version af talentshowet Idols . Hun gik videre til live shows, hvor hun placerede som nummer fem. 

### 2015 – nu:Dye My Hair
I 2015 blev hun featured på rapperen Sini Sabotages single "Muuta ku mä".   I marts 2016 skrev Alma kontrakt med Universal Music, og i juni udgav hun sin første single " Karma ". Sangen toppede som nummer 5 på det finske singles chart .  Herefter blev hun valgt som featured vokalist på Felix Jaehn- sangen " Bonfire ". Sangen blev udgivet som single i juli 2016.  I september 2016 blev Alma bekræftet til at skulle spille ved den 31. udgave af Eurosonic Noorderslag i Groningen, NL.  Den 28. oktober 2016 udgav hun sin første EP Dye My Hair .
Hun udgav singlen " Chasing Highs " i marts 2017. Sangen toppede som nummer 10 på det finske singles-chart. I juni blev sangen udgivet i Storbritannien og blev Almas første britiske top 20 hit.  Hun blev featured på Sub Focus 'sangen "Don't Do Feel It", udgivet som single i maj 2017.  Hun var også featured vokalist på Martin Solveigs nummer " All Stars ", der blev udgivet som single i juni 2017. 

## Personligt liv
I en artikel i Gay Times i marts 2019 bekræftede Alma, at hun er lesbisk og i et forhold med den finske digter og borgerrettighedsaktivit Natalia Kallio.  

## Diskografi

### Albums
| Titel            | detaljer                                                                                   | Højeste chart positioner |
| Titel            | detaljer                                                                                   | FIN </br>                |
| ---------------- | ------------------------------------------------------------------------------------------ | ------------------------ |
| Have U Seen Her? | - Udgivet: 15. maj 2020 - Label: PME, Warner, Epic, RCA - Format: CD, LP, digital download | 1                        |

## Eksterne links
- Facebook